# Chōhō-ji

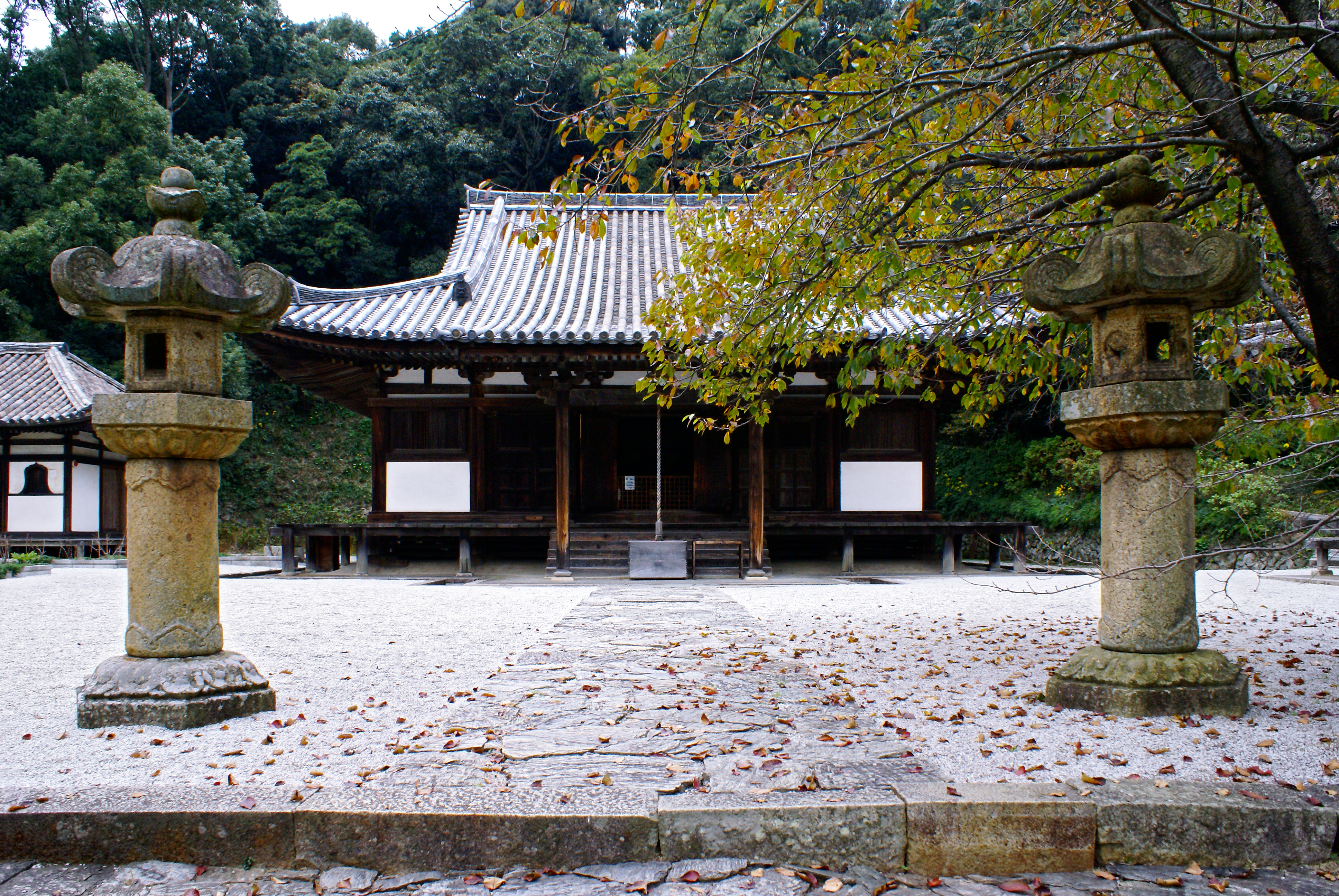

Le Sanshinzan Chōhō-ji (長保寺) est un temple de la secte Tendai situé à Kainan dans la préfecture de Wakayama au Japon, établi en 1000 sur les instructions de l'empereur Ichijō.
La salle principale de Chōhō-ji, la pagode et le daimon sont classés trésors nationaux du Japon.

## Liste des bâtiments
- Salle principale : trésor national du Japon ; a été reconstruit en 1311.
- Pagode : trésor national du Japon ; a été reconstruite en 1357.
- Daimon : trésor national du Japon ; a été reconstruit en 1388.
- Chinjudo : bien culturel important ; a été reconstruit durant l'époque de Kamakura.
- Otamaya : a été reconstruit en 1366.
- Gomado
- Amidado

## Galerie

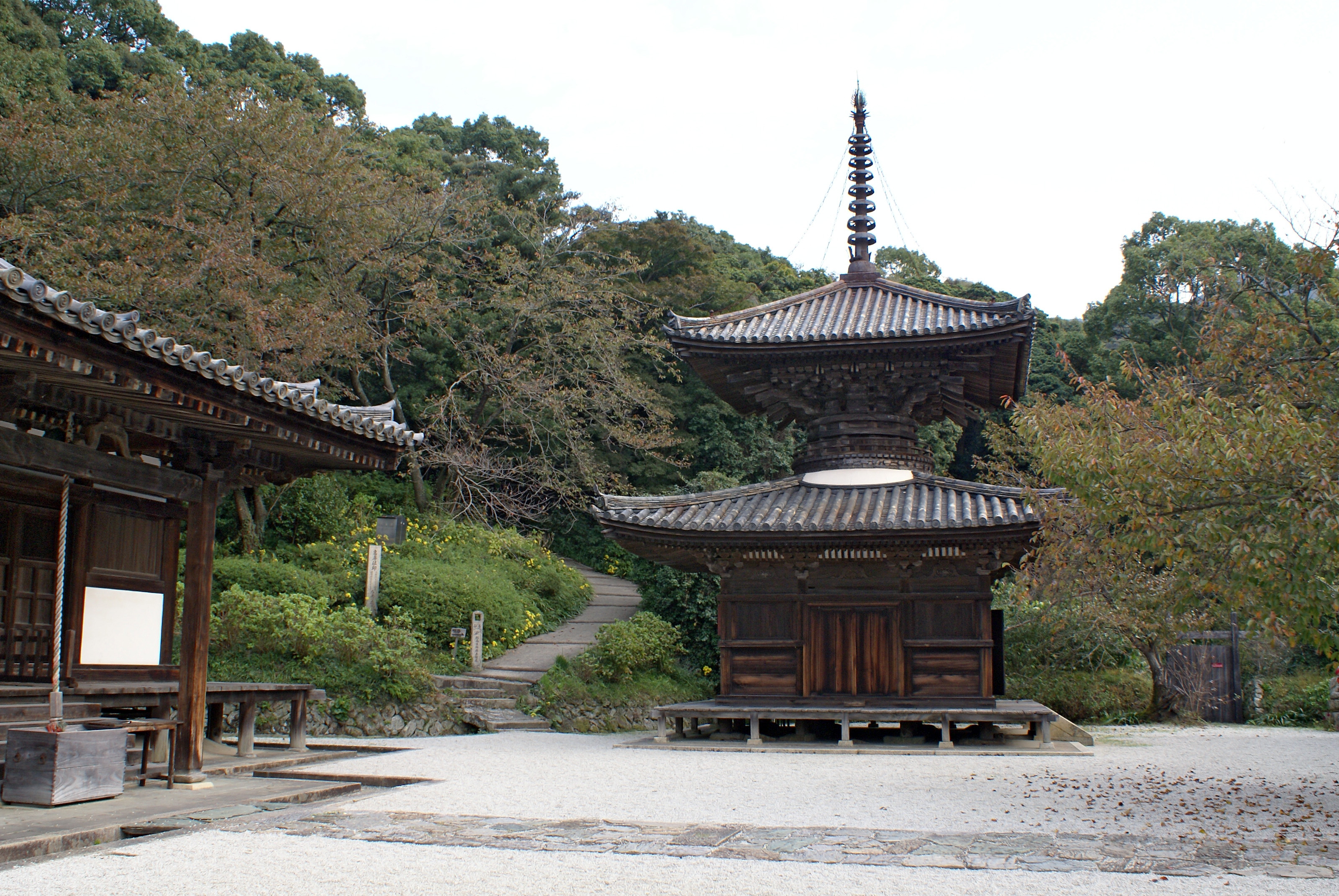
Pagode.
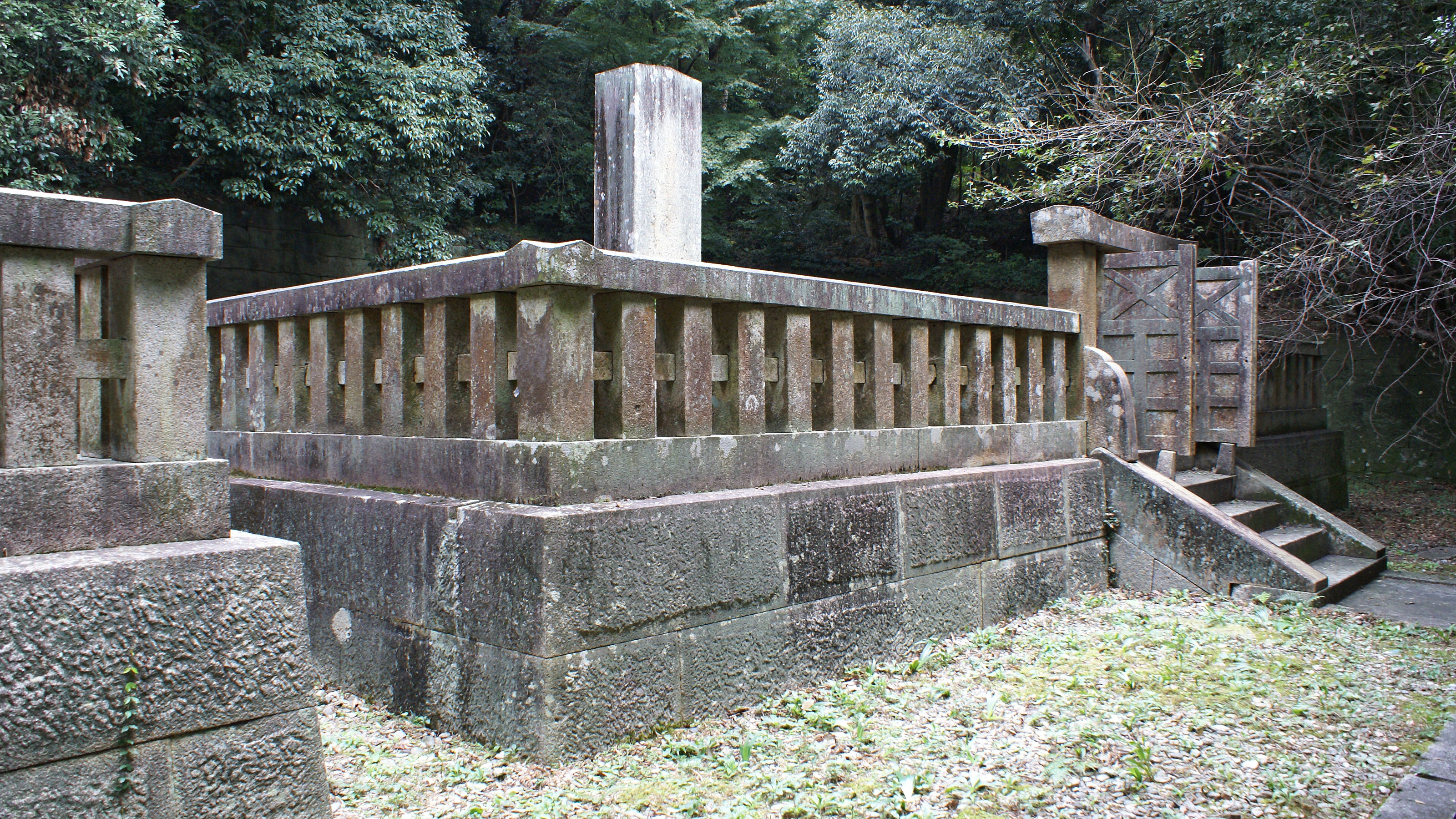
Tombe de Tokugawa Mitsusada.
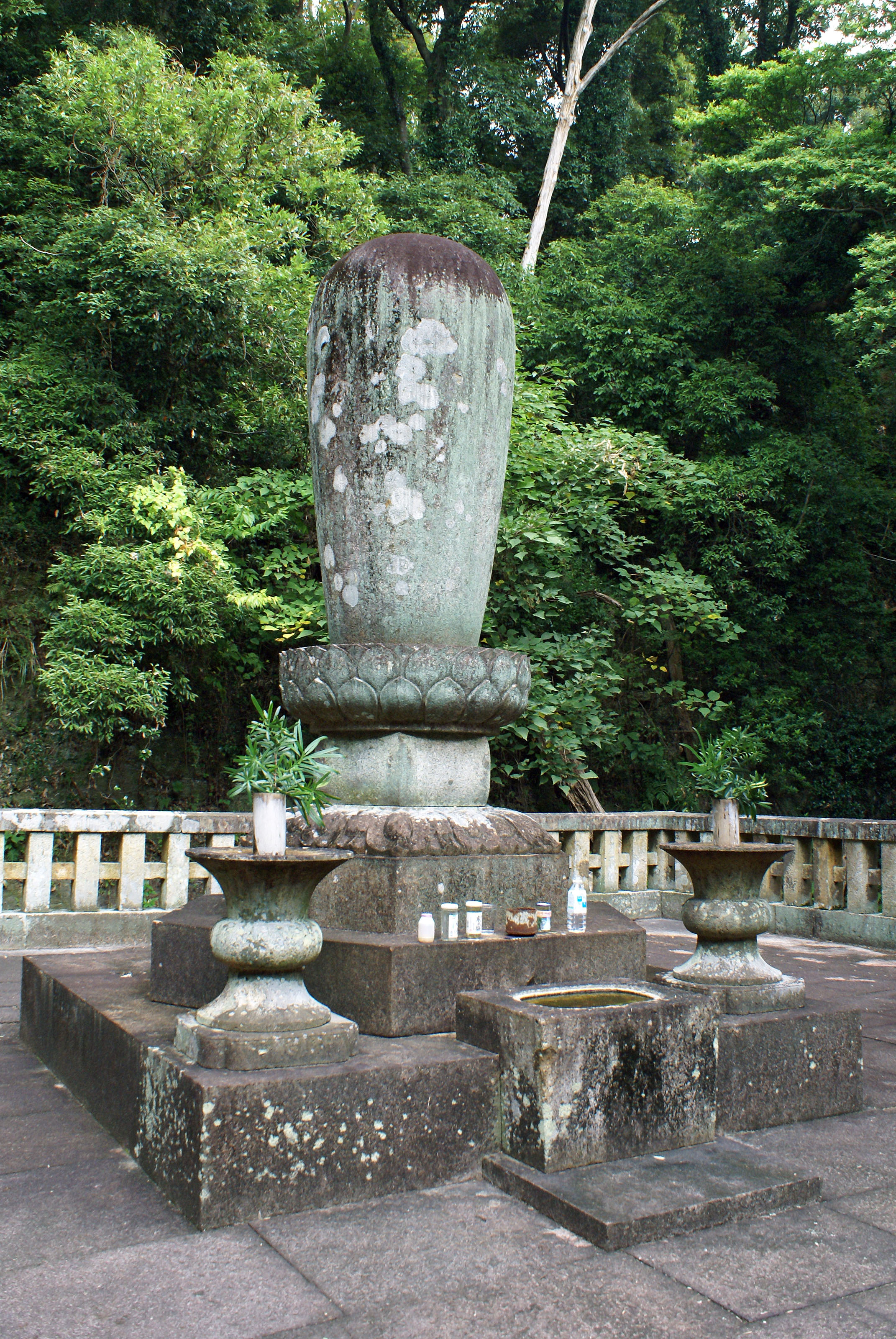
Tombe de Tokugawa Yorinobu.